# Ahmetli
Ahmetli là một huyện thuộc tỉnh Manisa, Thổ Nhĩ Kỳ. Huyện có diện tích 298 km² và dân số thời điểm năm 2007 là 15830 người, mật độ 53 người/km².